# Brinckochrysa scelestes
Brinckochrysa scelestes är en insektsart som först beskrevs av Banks 1911.  Brinckochrysa scelestes ingår i släktet Brinckochrysa och familjen guldögonsländor. Inga underarter finns listade i Catalogue of Life.